# 森源三

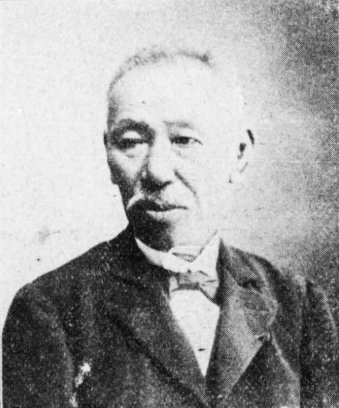
森源三

森 源三（もり げんぞう、天保6年11月24日（1836年1月12日）- 明治43年（1910年）6月4日）は、幕末の越後長岡藩士、明治期の地方官吏・政治家である。
森の私邸は後に北海道知事公館の前身となった。

## 人物経歴
越後長岡藩士・毛利忠平治（あるいは忠平）の子としてに生まれ、毛利広之丞と称した。青年時代は江川英龍の塾で洋学と砲術を学び、北越戦争では河井継之助の指揮のもとに戦った。長岡敗戦後は藩庁に勤務して、戦後の長岡の復興に努めた。
明治2年（1869年）には藩主・牧野忠恭の命により森 源三と改称し、また戦死した河井継之助の遺族を扶養した。
明治3年（1870年）、旧長岡藩が柏崎県に併合されると県の少参事に登用された。
明治5年（1872年）、開拓使に出仕で北海道に転じ、農事掛・学校掛を勤めた。
明治8年（1875年）、開拓大主典に補された。同年東京にあった開拓使仮学校が札幌に移転。
明治9年（1876年）、黒田清隆・クラーク博士とともに開拓使学校を改め札幌農学校として開校した。
明治14年（1881年）2月、森 源三が札幌農学校の第2代学校長に就任した。
明治22年（1889年）、官吏の職を辞した。北海道妹背牛（北海道雨竜郡妹背牛町）の華族農場「菊亭農場」に入植し、同所が入植者の小作農場となってからはその管理人となり、農場解体後土地を譲受して自営農場を経営。またマッチ工場・札幌木挽所を経営した。
明治35年北海道で初めての衆議院議員の一人となった。
明治43年（1910年）東京に上京のおり発病し、同年6月4日に長岡で死去した。享年74。

## 逸話
- 戦死した元長岡藩総督・河井継之助に実子がいなかったが、明治15年（1882年）河井家の再興が許されたため、森源三の次男・森 茂樹を河井家の養子として後継させている。